# Биљана Типсаревић
Биљана Типсаревић (Нови Сад, 6. јул 1983) српска је модна креаторка.

## Биографија

### Рад на телевизији
Каријеру телевизијског водитеља започела је на телевизији „Делта” из Новог Сада, а затим прешла на ТВ Б92 гдје је имала и ауторску емисију. Кроз рад у емисији „Врло важни” угостила је велики број познатих личности Србије и региона, али и Европе. У том периоду покренула је и модни блог о најновијим трендовима, али и модним савјетима и препорукама.

### Образовање
Дипломирала је на Факултету техничких наука у Новом Саду гдје је одбранила и мастер рад на тему индустријског инжењеринга и менаџмента. 2012. је дипломирала модни дизајн на академији у Београду након чега је представила своју прву ревију на 32. седмици моде у Београду.

### Мода
Годину дана након своје дебитантске ревије, добила је позива за учешће у недељи моде у Ла Велети, на Малти гдe је добила позитивне критике учесника и критичара. До сада је објавила 19 колекција. Свака је посебна прича, а издвајају се колекција за венчања, „Неочекивано”, џинс колекција и „Прича једне даме”.
Једну од колекција са свечаним хаљинама и одијелима назвала је по својој кћерци Емили.
Свака креација израђује се као јединствена у њеном атељеу у Београду.

## Приватни живот
Рођена је као старија ћерка Александра и Зденке Шешевић.
Са српским тенисером Јанком Типсаревићем. упознала се 2006. године, а три године касније објавили су и веридбу. Венчали су се 4. јула 2010. у Београду. Како је на дан грађанског венчања био пост, пар је црквено венчање обавио након 12. јула. У јануару 2014. постали су родитељи. На свет је дошла Емили, која је у наредним годинама са Биљаном била највернији навијач оца Јанка. 
Биљана и Јанко су у новембру 2018. обновили брачне завете на одмору на Малдивима. У новембру 2019. Биљана је објавила да ће у 2020. по други пут постати мајка.